# Obere Warnow
Obere Warnow es un municipio situado en el distrito de Ludwigslust-Parchim, en el estado federado de Mecklemburgo-Pomerania Occidental (Alemania), a una altitud de 54 metros. 

## Población
Su población a finales de 2016 era de 779 habs. y su densidad poblacional, 17 hab/km².